# Ptygura brevis
Ptygura brevis är en hjuldjursart som först beskrevs av Rousselet 1893.  Ptygura brevis ingår i släktet Ptygura och familjen Flosculariidae. Inga underarter finns listade i Catalogue of Life.